# Hapoel Ironi Rishon LeZion
O Hapoel Ironi Rishon LeZion F.C. (em hebraico, הפועל עירוני ראשון לציון) é um clube de futebol da cidade de Rishon LeZion, em Israel.
Manda suas partidas no Haberfeld Stadium, em Rishon LeZion, com capacidade para 6.000 torcedores.

## História
Fundado em 1940 como Hapoel Rishon LeZion, o Ironi é um dos primeiros clubes de futebol do estado judeu. Seus melhores momentos na história foram na Copa do Estado de Israel, em 1946 e 1996. Em ambas as ocasiões, o clube laranja derrotou o Maccabi Tel-Aviv.

## Títulos
- Copa do Estado de Israel: 2 (1946 e 1996).